# Ambroise-Hilaire Comeau
 (août 2022).
Si vous disposez d'ouvrages ou d'articles de référence ou si vous connaissez des sites web de qualité traitant du thème abordé ici, merci de compléter l'article en donnant les références utiles à sa vérifiabilité et en les liant à la section « Notes et références ».
Pour les articles homonymes, voir Comeau.
Ambroise-Hilaire Comeau, né le 27 septembre 1860 à Rivière-Meteghan et mort le 25 août 1911 en Nouvelle-Écosse, est un cordonnier, commerçant et homme politique canadien. Il représente la circonscription provinciale de Digby (en) à l'Assemblée législative de la Nouvelle-Écosse de 1890-1907. Il est le premier sénateur canadien d'origine acadienne de la Nouvelle-Écosse.

## Biographie

### Jeunesse
Ambroise-Hilaire Comeau naît le 27 septembre 1860 dans le village de Rivière-Meteghan (Meteghan River) en Nouvelle-Écosse,, fils de Hilaire Comeau et de Madeleine LeBlanc. Il étudie d'abord à La Butte, connu aussi sous le nom Meteghan River, puis fréquente l'école secondaire anglophone de Weymouth Bridge avant de devenir cordonnier.

### Carrière
Il ouvre une boutique de chaussures en 1876 à La Butte. Le commerce dans la région étant alors contrôlé par les Irlandais, il était parmi les premiers Acadiens à briser le monopole du commerce. En 1890, il installe une centrale téléphonique dans son magasin. Il triple la superficie de son commerce en 1892 et se lance aussi dans le commerce du transport du bois et la construction navale.
Il est conseiller municipal dans Clare de 1884 à 1890 et préfet de 1889 à 1890. Il est député libéral de Digby à l'Assemblée législative de la Nouvelle-Écosse de 1890 à 1907. En juillet 1896, il intègre le gouvernement de George Henry Murray à titre de ministre sans portefeuille, poste qu'il conservera pendant le reste de son mandat de député. Il est nommé par Sir Wilfrid Laurier au Sénat canadien en 1907, poste qu'il occupa jusqu'à sa mort en 1911.

### Contributions à la communauté
Comeau fonde le Cercle Littéraire de Clare en 1880 avec plusieurs jeunes de la région. Deux de ses intérêts étaient la promotion de la langue française et de l'éducation. Avec le père Jean-Marie Dagnaud, il milite pour l'amélioration de l'enseignement du français dans les écoles acadiennes et pour la publication de manuels scolaires en français, pour l'embauche d'enseignants bilingues à l'École normale de Truro et à la nomination d'un surintendant au ministère de l'Éducation de la Nouvelle-Écosse, responsable de l'enseignement du français, en plus de participer à la fondation du Collège Sainte-Anne en 1890. Il présente un projet de loi en 1892 pour incorporer le Collège Sainte-Anne et accorder des diplômes de baccalauréat, de maîtrise et de doctorat. Son implication dans l'enseignement lui vaut le surnom d' « apôtre de l'éducation en Nouvelle-Écosse ».
Il publie trois journaux: L'Écho, journal acadien de la baie Sainte-Marie, à Meteghan River en 1884, L'Acadie libérale, à Meteghan de 1890 à 1893 et Le journal de l'Acadie, à Weymouth de 1900 à 1904.

### Vie privée
En 1891, Ambroise-Hilaire Comeau épouse Louise d'Entremont de Pubnico Ouest. Ils ont ensemble six enfants, une fille et cinq fils.
Ambroise-Hillaire Comeau meurt en fonction en Nouvelle-Écosse chez son frère, le père Comeau, le 25 août 1911, de leucémie, trois semaines avant son 51e anniversaire.  Il est inhumé au cimetière du Sacré-Cœur à Saulnierville en Nouvelle-Ecosse.